# Ryan Eggold
Ryan James Eggold, född den 10 augusti 1984 i Lakewood, Kalifornien, är en amerikansk skådespelare. Han är bland annat känd för rollen som Ryan Matthews i 90210 och som Tom Keen i The Blacklist.